# Юрган
Юрган — региональный телевизионный канал, вещающий в Республике Коми. Является сетевым партнёром телеканала ОТР.

## История
«Коми республиканский телевизионный канал» (СМИ – Телеканал ЮРГАН) был создан в августе 2001 года, в дни 80-летия республики Коми. Первые эфиры телеканала состоялись 21 и 22 августа 2001 года. Его постоянное вещание началось 5 ноября 2001 года.
К тому времени телеканал обладал собственной вещательной аналоговой сетью. В 2001 году телеканал начинал вещать с получасовых врезок в эфир федерального телеканала РЕН ТВ. В эфир выходили всего несколько телепрограмм: «Местное время» (информационная программа на русском языке), «Талун» (информационная программа на коми языке), «КРИК. Криминал и комментарии» (информационная программа о правонарушениях), Спортивная среда (программа о событиях в мире спорта), «Звезды говорят» (интервью со звездами эстрады, театра и кино. Далее программа трансформировалась в программу «Персона»). В 2003 году телеканал начал вещать в сетевом партнёрстве с телеканалом ТВЦ. В 2006 году вернулся к партнёрству с РЕН ТВ. Далее, в 2010 году – вновь к ТВ Центру.
К 2007 году штат сотрудников составлял 140 человек, и вещание охватывало 89 % населения региона.
В 2009 году канал сменил название с КРТК на «Юрган», в переводе на русский язык – «Звучный»..
В 2012 году перешёл на собственное программирование, отказавшись от сетевого партнёра.
Решением Федеральной конкурсной комиссии по телерадиовещанию от 15 февраля 2017 года телеканал выбран обязательным общедоступным региональным телеканалом («21-я кнопка») Республики Коми. С того времени начал обладать вещательной лицензией, позволяющей распространять ТВ-сигнал на всей территории Российской Федерации.
С 29 ноября 2019 года телеканал вещает в эфире телеканала ОТР (ежедневно c 6:00 до 9:00 и с 17:00 до 19:00) в составе первого мультиплекса цифрового телевидения России на территории Республики Коми.

## Вещание
Весь производственный цикл телеканал реализует в формате высокой чёткости (HD).
Вещание телеканала на большей части территории страны осуществляется посредством спутникового телевидения «Триколор ТВ» и «Телекарта», в пакетах IP-телевидения («Ростелеком», «ТТК»), в пакетах Лайм HD, Яндекс ТВ, Peers TV, Бонус ТВ, во всех кабельных сетях и посредством потокового вещания в сети Интернет.
Региональные врезки на 9 кнопке с ОТР (ежедневно с 6:00 до 9:00 и с 17:00 до 19:00)
В настоящее время потенциальная аудитория телеканала Юрган составляет – более 35 миллионов человек, что в первую очередь достигается за счёт абонентской базы операторов спутникового телевидения «Триколор ТВ» (более 11,5 млн. абонентов) и «Телекарта» (более 3 млн. абонентов).

## Программы
Телеканал сам круглосуточно формирует свой эфир. Большая часть эфира – контент, созданный российскими студиями, а также произведенный на телеканале. Присутствует также контент иностранных кинопроизводителей. В программе телепередач «Юргана» есть проекты как на русском языке, так и на коми: 
- «Время новостей» — информационно-новостная программа[1].
- «Талун» — информационная программа на коми языке[1].
- Лунтиік — мультфильм коми-зырянский
- Фиксиліял — мультфильм коми-зырянском
- «Студия 11» — информационно-развлекательная программа, гости программы — заметные фигуры политической, экономической и культурной жизни.
- «Детали» — передача о «горячих» вопросах повседневности.
- «КРиК. Криминал и комментарии» — программа о громких преступления[1].
- «Неполитическая кухня» — развлекательная программа, гости которой обсуждают различные темы за готовкой.
- «Телезащитник» — тепередача, помогающая зрителям отстаивать свои юридические права.
- «Вечерний Юрган» — развлекательное шоу, гости которой проходят различные испытания.
- «Ме да Юрган» — детская передача, в которой рассказывают о молодых талантах республики.
- «Чолöм, дзолюк!» — детская кукольная передача, которая учит детей правильной жизни.

В прямом эфире телеканал транслирует значимые для республики мероприятия»: 
- «Юрган-детям» — благотворительный телемарафон ко дню защиты детей.
- «Всероссийский театральный марафон».
- «Достояние Севера».
- «Универвидение».

Телеканал производит более 30 телепроектов, список которых обновляется из года в год, по мере развития телевизионных технологий и возможностей студии.

## Достижения и награды
Телепрограммы «Юргана» ежегодно становятся участниками и победителями российских и международных телефорумов и конкурсов.
Среди наград телекомпании:
- конкурс «Вся Россия-2019». Лучшее журналистское произведение года. Победитель: Красильникова Елена Андреевна, телеканал «Юрган», Республика Коми — фильм «Заслуженный артист ГУЛАГа»[3];
- специальный приз за фундаментальный труд и уважение к исторической правде[4];
- главный приз на международном фестивале в Болгарии получил документальный фильм телеканала "Юрган" о жизни журналиста-уроженца Республики Коми Андрея Стенина[5];
- лауреат второго Всероссийского конкурса журналистских работ Фонда ОНФ "Правда и справедливость"[6];
- победители конкурса «Живое слово» в спецноминации «Говорящая картинка», документальный фильм «Как я провел лето», авторства Александра Пивкина[7];
- приз в номинации «Лучшее освещение исторических и национально-культурных обычаев и традиций родного края» присужден Александру Пивкину (2006 год)[8];
- номинация «Лучший фильм на арктическую тематику» присуждена Роману Истомину и его работе «Приполярный ТрансУрал»[9];
- диплом третьей степени в номинации «Телевизионная программа» за фильм «Коми Лапландия» (2010 год)[10];